# Burgessochaeta
Burgessochaeta – rodzaj wymarłych wieloszczetów ze środkowego kambru. Ich skamieniałości znaleziono w łupkach z Burgess.